# Yeimar Mosquera
Yeimar Jesús Mosquera Mosquera (ur. 6 lutego 2005 w Istminie) – kolumbijski piłkarz występujący na pozycji środkowego obrońcy, od 2025 roku zawodnik angielskiej Aston Villi.